# Јесења изложба УЛУС-а (1980)
Јесења изложба УЛУС-а (1980) је трајала од 12. до 30. новембра 1980. године. Одржана је у галеријском простору Удружења ликовних уметника Србије односно у Уметничком павиљону "Цвијета Зузорић" , у Београду.

## Излагачи

### Сликарство
1. Милун Анђелковић
2. Даница Антић
3. Миодраг Атанацковић
4. Петар Бановић
5. Веселин Бањевић
6. Боса Беложански
7. Мирослава Богосављевић
8. Растко Васић
9. Драгиња Влашић
10. Бошко Вукашиновић
11. Мирјана Вукмировић Пачов
12. Живан Вулић
13. Матија Вукићевић
14. Душан Гавела
15. Шемса Гавранкапетановић
16. Александар Грбић
17. Александар Дедић
18. Драган Добрић
19. Амалија Ђаконовић
20. Живојин Ђокић
21. Даринка Ђорђевић
22. Ружица Ђорђевић
23. Слободан Ђуричковић
24. Маша Живкова
25. Јован Живковић
26. Божидар Здравковић
27. Јован Р. Зец
28. Светлана Златић
29. Оливера Илић Вукашиновић
30. Дејан Илић
31. Никола Јандријевић
32. Владимир Јанковић
33. Александар Јеремић
34. Александар Јовановић
35. Мирјана Јовановић
36. Вера Јосифовић
37. Предраг Јоцић
38. Маријана Каралић
39. Деса Керечки Мустур
40. Божидар Кићевић
41. Анастасија Краљић
42. Коста Кривокапић
43. Јован Крижек
44. Грујица Лазаревић
45. Недељко Лампић
46. Александар Луковић
47. Каћа Љубинковић
48. Бранко Манојловић
49. Милорад Маравић
50. Бранка Марић
51. Петар Марић
52. Драга Матић
53. Зоран Миленковић
54. Владимир Милић
55. Милан Миљковић
56. Миша Младеновић
57. Сретен Млинаревић
58. Драгослав Момчиловић
59. Зоран Настић
60. Марија Недељковић
61. Јелка Нешковић Думовић
62. Миливој Олујић
63. Славиша Панић
64. Татјана Пајевић
65. Јован Пантић
66. Стојан Пачов
67. Пепа Пашћан
68. Драга Петровић
69. Драгић Петровић
70. Томислав Петровић
71. Милорад Пешић
72. Љиљана Петрушијевић
73. Зоран Петрушијевић
74. Божидар Плазинић
75. Владимир Попин
76. Божидар Продановић
77. Радомир Радовановић
78. Небојша Радојев
79. Мирко Радуловић
80. Љиљана Ракић Хајду
81. Владанка Рашић
82. Рајко Сикимић
83. Миодраг Станковић
84. Радмила Степановић
85. Слободан Стефановић
86. Жарко Стефанчић
87. Миливоје Стоиљковић
88. Стеван Стојановић
89. Мило Стојковић
90. Рафаило Талви
91. Марија Стошић
92. Драгана Цигарчић
93. Вјекослав Ћетковић
94. Димитар Чудов
95. Томислав Шеберковић
96. Хелена Шипек
97. Босиљка Шипка

### Вајарство
1. Славе Ајтоски
2. Милан Бесарабић
3. Радмила Граовац
4. Стеван Дукић
5. Љубица Злоковић Вујисић
6. Даница Кокановић Младеновић
7. Мира Летица
8. Милан Лукић
9. Милан Марковић
10. Мирослав Николић
11. Дринка Радовановић
12. Слободан Стојановић
13. Јосиф Хрдличка

### Графика и цртеж
1. Биљана Вуковић
2. Игор Драгичевић
3. Милица Жарковић
4. Весна Зламалик
5. Војислав Јакић
6. Татјана Јерот
7. Јелена Јовановић
8. Обрад Јовановић
9. Снежана Маринковић
10. Мирко Најдановић
11. Љиљана Стојановић
12. Драган Цоха
13. Златана Чок